# Кенсетт (Айова)
Кенсетт (англ. Kensett) — місто (англ. city) в США, в окрузі Ворт штату Айова. Населення — 257 осіб (2020).

## Географія
Кенсетт розташований за координатами 43°21′12″ пн. ш. 93°12′38″ зх. д. / 43.35333° пн. ш. 93.21056° зх. д. (43.353435, -93.210632).  За даними Бюро перепису населення США в 2010 році місто мало площу 3,97 км², уся площа — суходіл.

## Демографія
Згідно з переписом 2010 року, у місті мешкало 266 осіб у 125 домогосподарствах у складі 77 родин. Густота населення становила 67 осіб/км².  Було 142 помешкання (36/км²).
Расовий склад населення:
| - 98,1 % — білих - 1,1 % — азіатів |

До двох чи більше рас належало 0,4 %. Частка іспаномовних становила 0,8 % від усіх жителів.
За віковим діапазоном населення розподілялося таким чином: 15,0 % — особи молодші 18 років, 64,3 % — особи у віці 18—64 років, 20,7 % — особи у віці 65 років та старші. Медіана віку мешканця становила 50,3 року. На 100 осіб жіночої статі у місті припадало 98,5 чоловіків;  на 100 жінок у віці від 18 років та старших — 105,5 чоловіків також старших 18 років.
Середній дохід на одне домашнє господарство  становив 32 312 долари США (медіана — 26 932), а середній дохід на одну сім'ю — 35 176 доларів (медіана — 29 444). Медіана доходів становила 37 500 доларів для чоловіків та 23 250 доларів для жінок. За межею бідності перебувало 21,4 % осіб, у тому числі 9,8 % дітей у віці до 18 років та 1,8 % осіб у віці 65 років та старших.
Цивільне працевлаштоване населення становило 131 осіб. Основні галузі зайнятості: мистецтво, розваги та відпочинок — 22,9 %, виробництво — 20,6 %, будівництво — 14,5 %, освіта, охорона здоров'я та соціальна допомога — 13,7 %.